# Mouflers
Mouflers település Franciaországban, Somme megyében. Lakosainak száma 96 fő (2022. január 1.). Mouflers Bouchon, L’Étoile, Vauchelles-lès-Domart, Ville-le-Marclet és Villers-sous-Ailly községekkel határos.

## Népesség
A település népességének változása:
| Lakosok száma | 87   | 91   | 93   | 93   | 95   | 95   | 95   | 96   | 96   |
|               | 2013 | 2015 | 2016 | 2017 | 2018 | 2019 | 2020 | 2021 | 2022 |